# Philodoria costalis
Philodoria costalis är en fjärilsart som beskrevs av Otto Herman Swezey 1934. Philodoria costalis ingår i släktet Philodoria och familjen styltmalar. Inga underarter finns listade i Catalogue of Life.